# Malý Žitný ostrov
Malý Žitný ostrov (maďarsky Szigetköz, což znamená „ostrovní meziříčí“) je velký říční ostrov na Dunaji v severozápadním Maďarsku s drobným přesahem na Slovensko, naproti (Velkému) Žitnému ostrovu. S rozlohou 375 km² je největším říčním ostrovem v Maďarsku. Je plochý, s nadmořskou výškou 110 až 125 metrů.
Je ohraničen hlavním tokem Dunaje ze severu a pravostranným ramenem Mošonským Dunajem (Mosoni-Duna) z jihu a západu. Ten se od hlavního koryta Dunaje odpojuje pod Bratislavou (u Čunova) a znovu se s ním spojuje u obce Vének, severovýchodně od Győru, přičemž na svém toku přijímá významné přítoky Litavu, Rábcu a Rábu.
Administrativně náleží do župy Győr-Moson-Sopron, okresy Győr a Mosonmagyaróvár (to zhruba odpovídá historickému rozdělení mezi rábskou a mošonskou župu).

## Osídlení
Na ostrově se nacházejí obce Arak, Ásványráró, Darnózseli, Dunakiliti, Dunaremete, Dunaszeg, Dunaszentpál, Dunasziget, Feketeerdő, Győrújfalu, Győrladamér, Győrzámoly, Halászi, Hédervár, Kimle (část), Kisbajcs, Kisbodak, Lipót, Máriakálnok, Nagybajcs, Püski, Vámosszabadi a Vének. Na ostrov svým územím také zasahují města Győr (čtvrtě Bácsa, Kisbácsa, Pataháza, Révfalu, Sárás, Szitásdomb) a Mosonmagyaróvár.
Slovenská část ostrova osídlena není.

## Doprava
Malý Žitný ostrov je dostupný pouze po silnici, železnice sem nevede. Nejvýznamnější silnicí vedoucí přes ostrov je silnice č. 14 (E575) z Győru přes Vámosszabadi na hraniční přechod Medveďov, na niž se napojuje silnice č. 813 na dálniční přivaděč M19 (už mimo ostrov). Dále se zde nachází už jen síť lokálních silnic (č. 1301–1303, 1401–1408, 1411).
Je zde několik přistávacích ploch pro malá letadla (Halászi, Lipót).